# جاده ای۱۴۹
جاده ای۱۴۹ (به انگلیسی: A149 road) یکی از جاده‌های کشور انگلستان است.
این جاده از شهرک کینگز لاین شروع و در شهرک گریت یارموث در شهرستان نورفک به پایان می‌رسد، طول این جاده ۱۳۷.۱ کیلومتر است.

## نگارخانه

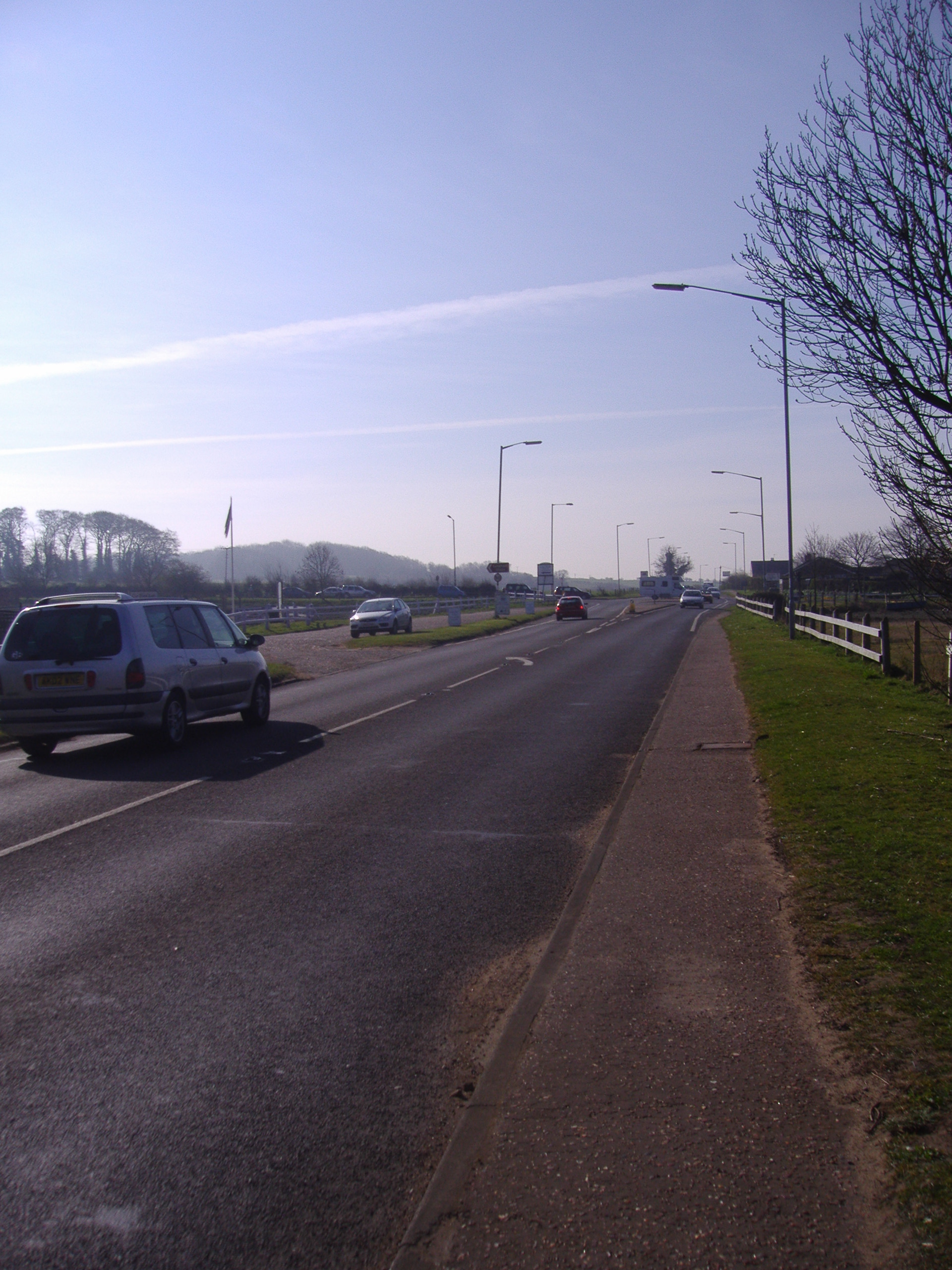
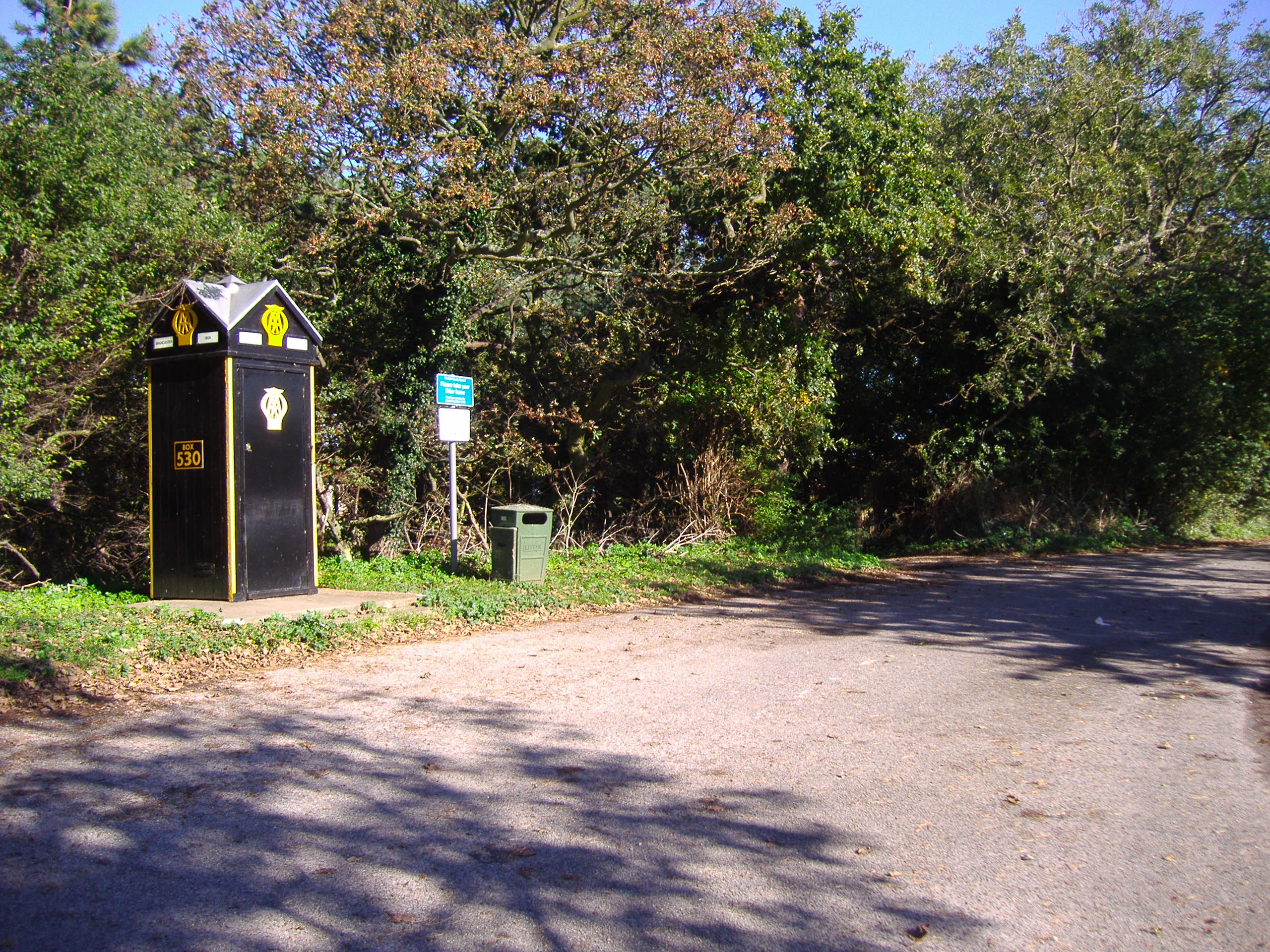
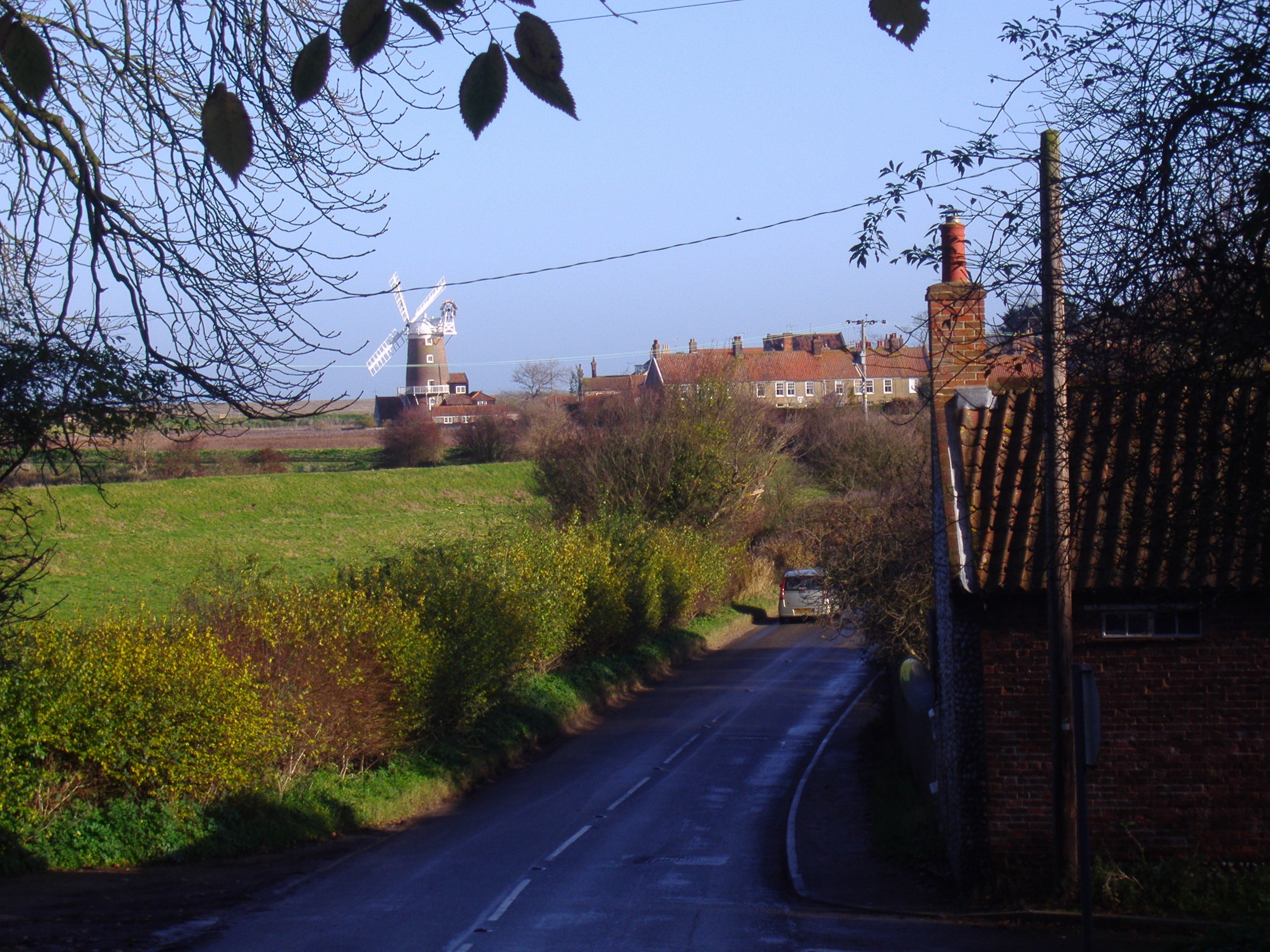
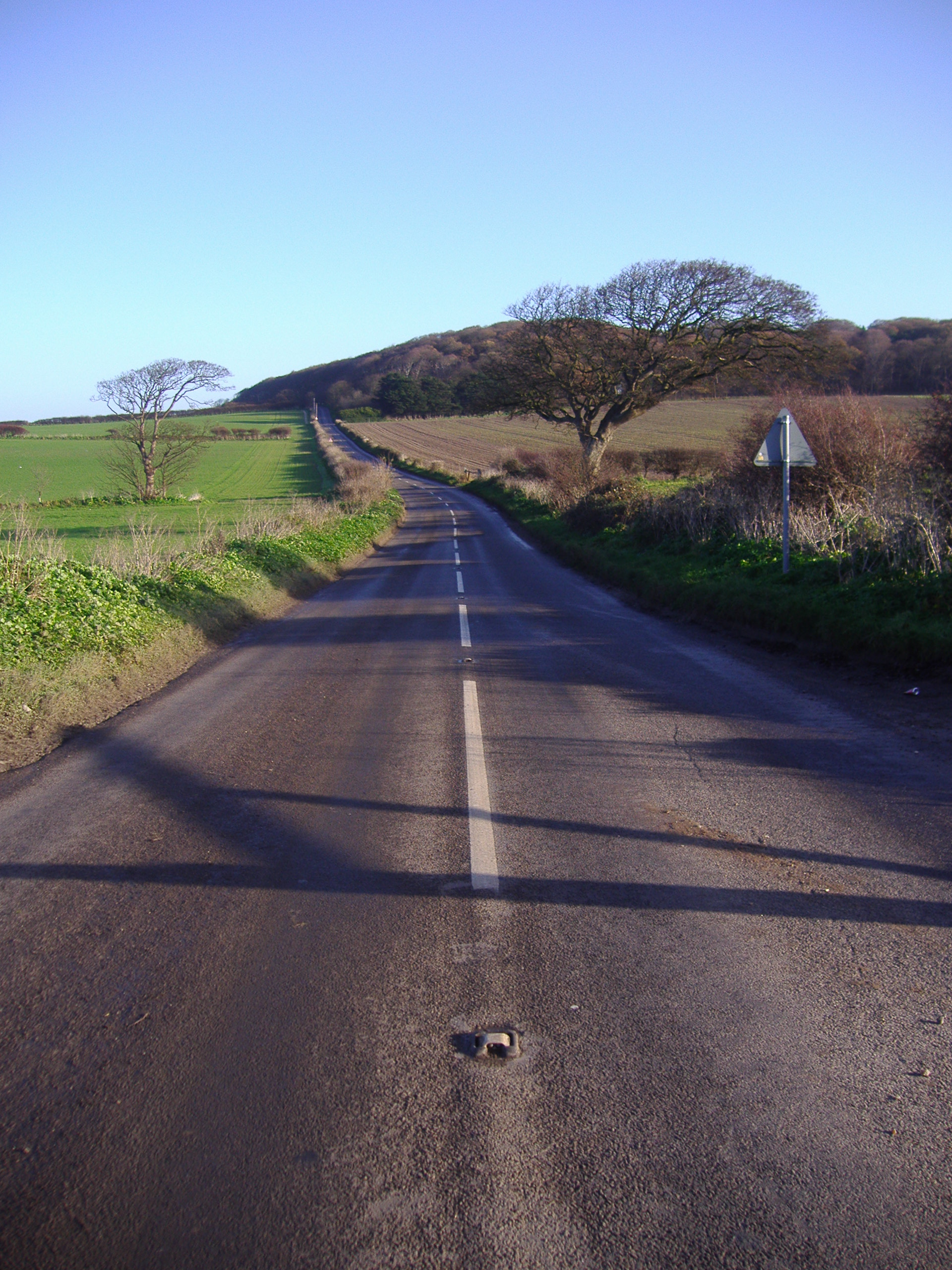